# Hydropsyche minutanga
Hydropsyche minutanga is een schietmot uit de familie Hydropsychidae. De soort komt voor in het Oriëntaals gebied.